# The Outback
The Outback es una película coreano-estadunidense de acción y comedia de 2012. Fue hecha mediante animación por computadora y dirigida por Kyung Ho Lee. Se estrenó el 5 de enero de 2012.

## Sinopsis
La historia gira en torno a la figura de Johnny, un koala blanco que se encuentra custodiado y acompañado en todo momento por Hamish un Diablo de Tasmania, y por Higgens, un mono araña que se dedica a realizar una serie de instantáneas de todos los lugares que recorre junto a sus amigos. 
Mientras viaja a una nueva ubicación, el vagón se suelta y se estrella en el Outback En su búsqueda para ir a la siguiente ubicación de un circo Desde su ubicación en el acantilado, son testigos de una manada de dingos, Blacktooth, Loki, Cutter y Butch, así como de su aliado tilacino Hex, que persiguen a un pequeño bilby, pero son rescatados por un canguro llamado Mac, un ejército de wombats, y Miranda, una koala hembra balanceándose con talento para lanzar un búmeran. Un buitre llamado Boris revela que el maléfico cocodrilo de agua salada Bog tiene la intención de apoderarse del río. Cuando su rescate sale mal y los dingos amenazan con tomar el control, la roca en la que está Johnny se libera, se desliza por el acantilado y termina rodando sobre una roca, ahuyentando a los dingos. Hamish presenta al ahora famoso koala blanco como "Koala Kid". Miranda no está impresionada, pero Johnny la observa desde un árbol mientras practica. Cuando se da cuenta, Miranda rompe la rama en la que está con su búmeran y se queja de que él mira en secreto. Intenta mentir sobre esa acusación, pero termina sugiriendo que es un experto en el búmeran y se demuestra que está equivocado cuando se le ofrece probarlo él mismo.
Hamish planea tomar fotos de Johnny haciendo cosas heroicas y hacerlo famoso como Koala Kid, para que cuando regresen al circo, puedan participar en el acto principal en lugar del espectáculo de monstruos y ganar más dinero para Hamish. A Bog no le impresiona que su pandilla sea perseguida por un koala, por lo que les ordena capturar a Koala Kid. En la persecución, la hermana menor de Miranda, Charlotte, se cubre con polvo cosmético y la confunden con Koala Kid, lo que hace que la secuestren. Los residentes del Outback planean rescatar a Charlotte, pero deben cruzar los peligrosas escaleras en su camino al circo. Esto convence a Hamish de seguir la conciencia de Johnny y unirse al equipo para rescatar a Charlotte, mientras que al mismo tiempo, Johnny es casi devorado por lserpientes.
Johnny accidentalmente salva el día varias veces durante el viaje, pero Miranda aún no está impresionada. Los dos caen en un sumidero y le dicen al resto que sigan adelante. Un lagarto monitor gigante hace amigo de Johnny y lo nombrarla Toro. Justo cuando a Miranda le empieza a gustar Johnny, Boris, el buitre, revela que Johnny es solo un espectáculo de fenómenos y que lo de "Koala Kid" es solo una mentira. Miranda le dice que se vaya, pero descubre que la pandilla deberá llevar un koala a Bog en lugar del verdadero Koala Kid, y Charlotte tendrá que hacerlo. Miranda se ofrece a ocupar su lugar. Charlotte va a buscar a Johnny mientras el canguro y el ejército de wombats logran distraer y capturar a toda la pandilla menos al buitre.
Johnny, Miranda y Toro se convierten en la atracción principal y los malos se venden como mascotas. Johnny le pregunta a Miranda si le gusta su nueva vida, pero ella no está segura. El plan B es cabalgar juntos hacia el atardecer.